# Языки Мозамбика
Мозамбик — многоязычная страна, населённая народами говорящими на языках банту, с официальным статусом португальского языка и относящаяся к Содружеству португалоязычных стран. Согласно последней всенародной переписи населения 2017 года, португальским языком владеет около 58,1 % населения, а для 16,5 % он является родным языком.
Арабы, китайцы и индийцы, живущие в Мозамбике, говорят, в основном, на португальском языке. Португальский язык является языком обучения в школах и вузах. В Мозамбике вещают телеканалы из Португалии и Бразилии. По мере роста образованности и урбанизации в стране знание португальского языка в Мозамбике постоянно расширяется.
| Язык          | Численность | Процент |
| ------------- | ----------- | ------- |
| Макуа         | 4,007,010   | 24.8    |
| Сена          | 1,807,319   | 11.2    |
| Тсонга        | 1,799,614   | 11.2    |
| Ломве         | 1,269,527   | 7.9     |
| Шона          | 1,070,471   | 6.6     |
| Цва           | 763,029     | 4.7     |
| Ронга         | 626,174     | 3.9     |
| Ньянджа       | 607,671     | 3.8     |
| Португальский | 489,915     | 3       |
| Ньюнгве       | 446,567     | 2.8     |
| Чопи          | 406,521     | 2.5     |
| Яо            | 374,426     | 2.3     |
| Маконде       | 371,111     | 2.3     |
| Экоти         | 102,393     | 0.6     |
| Кимвани       | 29,980      | 0.2     |
| Суахили       | 21,070      | 0.1     |
| Свази         | 7,742       | 0.05    |
| Зулу          | 3,529       | 0.02    |

## Языки
В Мозамбике существуют следующие языки: барве, дема, зулу, кокола, коти, кунда, лоло, ломве, маиндо, макве, маконде, макхува, макхува-марревоне, макхува-меетто, макхува-монига, макхува-сака, макхува-ширима, маньика, маньява, марендже, мвани, мозамбикский жестовый язык, натембо, нгони, ндау, нсенга, ньюнгве, ньянджа, португальский, пхимби, ронга, свати, сена, суахили, тавара, такване, теве, тонга, тсонга, цва, чопи, чувабу, яо.